# 남예멘 축구 국가대표팀
남예멘 축구 국가대표팀은 남예멘을 대표하는 축구 국가대표팀이다. 남예멘 축구 국가대표팀은 남예멘이 영국으로부터 독립한 1967년부터 1990년에 북예멘과 통일하여 예멘 공화국으로 합쳐지기 전까지 존재했던 축구팀이다.
남예멘은 아시안컵에 단 한번 진출했는데, 1976년이 바로 그것이다. 이 대회에서 2조에 속하여 이란, 이라크에 패배, 최종 토너먼트 진출이 무산되었다. 특이하게도 당시 남예멘은 예선에서 레바논, 바레인, 시리아, 쿠웨이트, 파키스탄과 한 조였는데 쿠웨이트를 제외한 모든 상대팀들이 기권하는 바람에 자동으로 진출했다.

## FIFA 월드컵 (본선)
| 년도        | 결과                          | 순위                          | 경기                          | 승                            | 무*                           | 패                            | 득점                          | 실점                          | 승점                          |
| ----------- | ----------------------------- | ----------------------------- | ----------------------------- | ----------------------------- | ----------------------------- | ----------------------------- | ----------------------------- | ----------------------------- | ----------------------------- |
| 1930년      | 비회원국 (예멘 왕국으로 참가) | 비회원국 (예멘 왕국으로 참가) | 비회원국 (예멘 왕국으로 참가) | 비회원국 (예멘 왕국으로 참가) | 비회원국 (예멘 왕국으로 참가) | 비회원국 (예멘 왕국으로 참가) | 비회원국 (예멘 왕국으로 참가) | 비회원국 (예멘 왕국으로 참가) | 비회원국 (예멘 왕국으로 참가) |
| 1934년      | 비회원국 (예멘 왕국으로 참가) | 비회원국 (예멘 왕국으로 참가) | 비회원국 (예멘 왕국으로 참가) | 비회원국 (예멘 왕국으로 참가) | 비회원국 (예멘 왕국으로 참가) | 비회원국 (예멘 왕국으로 참가) | 비회원국 (예멘 왕국으로 참가) | 비회원국 (예멘 왕국으로 참가) | 비회원국 (예멘 왕국으로 참가) |
| 1938년      | 비회원국 (예멘 왕국으로 참가) | 비회원국 (예멘 왕국으로 참가) | 비회원국 (예멘 왕국으로 참가) | 비회원국 (예멘 왕국으로 참가) | 비회원국 (예멘 왕국으로 참가) | 비회원국 (예멘 왕국으로 참가) | 비회원국 (예멘 왕국으로 참가) | 비회원국 (예멘 왕국으로 참가) | 비회원국 (예멘 왕국으로 참가) |
| 1950년      | 비회원국 (예멘 왕국으로 참가) | 비회원국 (예멘 왕국으로 참가) | 비회원국 (예멘 왕국으로 참가) | 비회원국 (예멘 왕국으로 참가) | 비회원국 (예멘 왕국으로 참가) | 비회원국 (예멘 왕국으로 참가) | 비회원국 (예멘 왕국으로 참가) | 비회원국 (예멘 왕국으로 참가) | 비회원국 (예멘 왕국으로 참가) |
| 1954년      | 비회원국 (예멘 왕국으로 참가) | 비회원국 (예멘 왕국으로 참가) | 비회원국 (예멘 왕국으로 참가) | 비회원국 (예멘 왕국으로 참가) | 비회원국 (예멘 왕국으로 참가) | 비회원국 (예멘 왕국으로 참가) | 비회원국 (예멘 왕국으로 참가) | 비회원국 (예멘 왕국으로 참가) | 비회원국 (예멘 왕국으로 참가) |
| 1958년      | 비회원국 (예멘 왕국으로 참가) | 비회원국 (예멘 왕국으로 참가) | 비회원국 (예멘 왕국으로 참가) | 비회원국 (예멘 왕국으로 참가) | 비회원국 (예멘 왕국으로 참가) | 비회원국 (예멘 왕국으로 참가) | 비회원국 (예멘 왕국으로 참가) | 비회원국 (예멘 왕국으로 참가) | 비회원국 (예멘 왕국으로 참가) |
| 1962년      | 비회원국 (예멘 왕국으로 참가) | 비회원국 (예멘 왕국으로 참가) | 비회원국 (예멘 왕국으로 참가) | 비회원국 (예멘 왕국으로 참가) | 비회원국 (예멘 왕국으로 참가) | 비회원국 (예멘 왕국으로 참가) | 비회원국 (예멘 왕국으로 참가) | 비회원국 (예멘 왕국으로 참가) | 비회원국 (예멘 왕국으로 참가) |
| 1966년      | 비회원국 (예멘 왕국으로 참가) | 비회원국 (예멘 왕국으로 참가) | 비회원국 (예멘 왕국으로 참가) | 비회원국 (예멘 왕국으로 참가) | 비회원국 (예멘 왕국으로 참가) | 비회원국 (예멘 왕국으로 참가) | 비회원국 (예멘 왕국으로 참가) | 비회원국 (예멘 왕국으로 참가) | 비회원국 (예멘 왕국으로 참가) |
| 1970년      | 불참                          | 불참                          | 불참                          | 불참                          | 불참                          | 불참                          | 불참                          | 불참                          | 불참                          |
| 1974년      | 불참                          | 불참                          | 불참                          | 불참                          | 불참                          | 불참                          | 불참                          | 불참                          | 불참                          |
| 1978년      | 불참                          | 불참                          | 불참                          | 불참                          | 불참                          | 불참                          | 불참                          | 불참                          | 불참                          |
| 1982년      | 불참                          | 불참                          | 불참                          | 불참                          | 불참                          | 불참                          | 불참                          | 불참                          | 불참                          |
| 1986년      | 예선 탈락                     | 예선 탈락                     | 예선 탈락                     | 예선 탈락                     | 예선 탈락                     | 예선 탈락                     | 예선 탈락                     | 예선 탈락                     | 예선 탈락                     |
| 1990년      | 기권                          | 기권                          | 기권                          | 기권                          | 기권                          | 기권                          | 기권                          | 기권                          | 기권                          |
| 1994년 이후 | 예멘으로 참가                 | 예멘으로 참가                 | 예멘으로 참가                 | 예멘으로 참가                 | 예멘으로 참가                 | 예멘으로 참가                 | 예멘으로 참가                 | 예멘으로 참가                 | 예멘으로 참가                 |
| 합계        |                               |                               |                               |                               |                               |                               |                               |                               |                               |

## FIFA 월드컵 (예선)
| 1930년      | 비회원국 (예멘 왕국으로 참가)               | 비회원국 (예멘 왕국으로 참가)               | 비회원국 (예멘 왕국으로 참가)               | 비회원국 (예멘 왕국으로 참가)               | 비회원국 (예멘 왕국으로 참가)               | 비회원국 (예멘 왕국으로 참가)               | 비회원국 (예멘 왕국으로 참가)               |                                             |                                             |
| 1934년      | 비회원국 (예멘 왕국으로 참가)               | 비회원국 (예멘 왕국으로 참가)               | 비회원국 (예멘 왕국으로 참가)               | 비회원국 (예멘 왕국으로 참가)               | 비회원국 (예멘 왕국으로 참가)               | 비회원국 (예멘 왕국으로 참가)               | 비회원국 (예멘 왕국으로 참가)               |                                             |                                             |
| 1938년      | 비회원국 (예멘 왕국으로 참가)               | 비회원국 (예멘 왕국으로 참가)               | 비회원국 (예멘 왕국으로 참가)               | 비회원국 (예멘 왕국으로 참가)               | 비회원국 (예멘 왕국으로 참가)               | 비회원국 (예멘 왕국으로 참가)               | 비회원국 (예멘 왕국으로 참가)               |                                             |                                             |
| 1950년      | 비회원국 (예멘 왕국으로 참가)               | 비회원국 (예멘 왕국으로 참가)               | 비회원국 (예멘 왕국으로 참가)               | 비회원국 (예멘 왕국으로 참가)               | 비회원국 (예멘 왕국으로 참가)               | 비회원국 (예멘 왕국으로 참가)               | 비회원국 (예멘 왕국으로 참가)               |                                             |                                             |
| 1954년      | 비회원국 (예멘 왕국으로 참가)               | 비회원국 (예멘 왕국으로 참가)               | 비회원국 (예멘 왕국으로 참가)               | 비회원국 (예멘 왕국으로 참가)               | 비회원국 (예멘 왕국으로 참가)               | 비회원국 (예멘 왕국으로 참가)               | 비회원국 (예멘 왕국으로 참가)               |                                             |                                             |
| 1958년      | 비회원국 (예멘 왕국으로 참가)               | 비회원국 (예멘 왕국으로 참가)               | 비회원국 (예멘 왕국으로 참가)               | 비회원국 (예멘 왕국으로 참가)               | 비회원국 (예멘 왕국으로 참가)               | 비회원국 (예멘 왕국으로 참가)               | 비회원국 (예멘 왕국으로 참가)               |                                             |                                             |
| 1962년      | 비회원국 (예멘 왕국으로 참가)               | 비회원국 (예멘 왕국으로 참가)               | 비회원국 (예멘 왕국으로 참가)               | 비회원국 (예멘 왕국으로 참가)               | 비회원국 (예멘 왕국으로 참가)               | 비회원국 (예멘 왕국으로 참가)               | 비회원국 (예멘 왕국으로 참가)               |                                             |                                             |
| 1966년      | 비회원국 (예멘 왕국으로 참가)               | 비회원국 (예멘 왕국으로 참가)               | 비회원국 (예멘 왕국으로 참가)               | 비회원국 (예멘 왕국으로 참가)               | 비회원국 (예멘 왕국으로 참가)               | 비회원국 (예멘 왕국으로 참가)               | 비회원국 (예멘 왕국으로 참가)               |                                             |                                             |
| 1970년      | 불참                                        | 불참                                        | 불참                                        | 불참                                        | 불참                                        | 불참                                        | 불참                                        |                                             |                                             |
| 1974년      | 불참                                        | 불참                                        | 불참                                        | 불참                                        | 불참                                        | 불참                                        | 불참                                        |                                             |                                             |
| 1978년      | 불참                                        | 불참                                        | 불참                                        | 불참                                        | 불참                                        | 불참                                        | 불참                                        |                                             |                                             |
| 1982년      | 불참                                        | 불참                                        | 불참                                        | 불참                                        | 불참                                        | 불참                                        | 불참                                        |                                             |                                             |
| 1986년      | 2                                           | 0                                           | 1                                           | 1                                           | 4                                           | 7                                           | 1                                           |                                             |                                             |
| 1990년      | 기권                                        | 기권                                        | 기권                                        | 기권                                        | 기권                                        | 기권                                        | 기권                                        |                                             |                                             |
| 1994년 이후 | 예멘으로 참가                               | 예멘으로 참가                               | 예멘으로 참가                               | 예멘으로 참가                               | 예멘으로 참가                               | 예멘으로 참가                               | 예멘으로 참가                               |                                             |                                             |
| 합계        | 2                                           | 0                                           | 1                                           | 1                                           | 4                                           | 7                                           | 1                                           |                                             |                                             |
| 순위        | 월드컵 예선 승점 순위 : 209위 (아시아 46위) | 월드컵 예선 승점 순위 : 209위 (아시아 46위) | 월드컵 예선 승점 순위 : 209위 (아시아 46위) | 월드컵 예선 승점 순위 : 209위 (아시아 46위) | 월드컵 예선 승점 순위 : 209위 (아시아 46위) | 월드컵 예선 승점 순위 : 209위 (아시아 46위) | 월드컵 예선 승점 순위 : 209위 (아시아 46위) | 월드컵 예선 승점 순위 : 209위 (아시아 46위) | 월드컵 예선 승점 순위 : 209위 (아시아 46위) |

## AFC 아시안컵
| 년도        | 결과                          | 순위                          | 경기                          | 승                            | 무*                           | 패                            | 득점                          | 실점                          | 승점                          |
| ----------- | ----------------------------- | ----------------------------- | ----------------------------- | ----------------------------- | ----------------------------- | ----------------------------- | ----------------------------- | ----------------------------- | ----------------------------- |
| 1956년      | 불참                          | 불참                          | 불참                          | 불참                          | 불참                          | 불참                          | 불참                          | 불참                          | 불참                          |
| 1960년      | 불참                          | 불참                          | 불참                          | 불참                          | 불참                          | 불참                          | 불참                          | 불참                          | 불참                          |
| 1964년      | 불참                          | 불참                          | 불참                          | 불참                          | 불참                          | 불참                          | 불참                          | 불참                          | 불참                          |
| 1968년      | 불참                          | 불참                          | 불참                          | 불참                          | 불참                          | 불참                          | 불참                          | 불참                          | 불참                          |
| 1972년      | 불참                          | 불참                          | 불참                          | 불참                          | 불참                          | 불참                          | 불참                          | 불참                          | 불참                          |
| 1976년      | 조별리그                      | 6위                           | 3                             | 0                             | 0                             | 2                             | 0                             | 9                             | 0                             |
| 1980년      | 기권                          | 기권                          | 기권                          | 기권                          | 기권                          | 기권                          | 기권                          | 기권                          | 기권                          |
| 1984년      | 기권                          | 기권                          | 기권                          | 기권                          | 기권                          | 기권                          | 기권                          | 기권                          | 기권                          |
| 1988년      | 예선 탈락                     | 예선 탈락                     | 예선 탈락                     | 예선 탈락                     | 예선 탈락                     | 예선 탈락                     | 예선 탈락                     | 예선 탈락                     | 예선 탈락                     |
| 1992년 이후 | 예멘으로 참여                 | 예멘으로 참여                 | 예멘으로 참여                 | 예멘으로 참여                 | 예멘으로 참여                 | 예멘으로 참여                 | 예멘으로 참여                 | 예멘으로 참여                 | 예멘으로 참여                 |
| 합계        | 1회 진출                      | 조별리그(1회)                 | 2                             | 0                             | 0                             | 2                             | 0                             | 9                             | 0                             |
| 순위        | AFC 아시안컵 역대 순위 : 31위 | AFC 아시안컵 역대 순위 : 31위 | AFC 아시안컵 역대 순위 : 31위 | AFC 아시안컵 역대 순위 : 31위 | AFC 아시안컵 역대 순위 : 31위 | AFC 아시안컵 역대 순위 : 31위 | AFC 아시안컵 역대 순위 : 31위 | AFC 아시안컵 역대 순위 : 31위 | AFC 아시안컵 역대 순위 : 31위 |